# Digitaler Finanzbericht
Der Digitale Finanzbericht ist ein Verfahren, das es ermöglicht, den Jahresabschluss eines Unternehmens (Bilanz, Einnahmenüberschussrechnung) in digitaler Form direkt und medienbruchfrei vom Abschlussersteller an eine Bank oder eine Sparkasse zu übertragen. Dabei ist es gleichgültig, ob Abschlussersteller das berichtende Unternehmen selbst ist oder ein von ihm beauftragter Dienstleister (Steuerberater bzw. Wirtschaftsprüfer).

## Allgemeines
Banken und Sparkassen sind gesetzlich verpflichtet, sich vor der Kreditgewährung über die wirtschaftlichen Verhältnisse ihrer Kreditnehmer zu informieren und sich während der Kreditlaufzeit darüber aktuell informiert zu halten. Im Firmenkundengeschäft lassen sie sich zur Erfüllung dieser Verpflichtung u. a. die Jahresabschlüsse der betreffenden Unternehmen vorlegen. Bislang wurden die von den berichtenden Unternehmen selbst oder von deren Steuerberatern bzw. Wirtschaftsprüfern digital erstellten Abschlüsse ausgedruckt, der Bank oder Sparkasse papierförmig übergeben und dort zur Verarbeitung im jeweiligen elektronischen Bilanzanalysesystem händisch erfasst.
Mit dem Digitalen Finanzbericht lassen sich Jahresabschlüsse und Einnahmeüberschussrechnungen direkt elektronisch an Banken und Sparkassen übermitteln. Die Übergabe in Papierform wird damit abgelöst. Routinetätigkeiten bei der Bilanzanalyse können in Zukunft zunehmend automatisiert werden.

## Ablauf
Die Einreichung des von den dazu berufenen Unternehmensvertretern rechtsverbindlich anerkannten Abschlusses läuft beim Digitalen Finanzbericht folgendermaßen ab:
- Das berichtende Unternehmen gibt gegenüber seiner Bank bzw. Sparkasse eine Teilnahme- und Verbindlichkeitserklärung ab. Mit dieser Erklärung identifiziert das Unternehmen den Versender des Abschlusses (das Unternehmen selbst oder sein Steuerberater bzw. Wirtschaftsprüfer) gegenüber der Bank bzw. Sparkasse und erklärt die künftig als Digitale Finanzberichte eingereichten Abschlüsse für verbindlich. Diese Erklärung braucht das berichtende Unternehmen nur einmal abgeben. Sie kann jederzeit widerrufen werden.
- Sofern das Unternehmen den Abschluss selbst versendet, verfährt es technisch so, wie der betreffende IT-Dienstleister es vorgibt.
- Sofern der Steuerberater bzw. Wirtschaftsprüfer des Unternehmens den Versand des rechtsverbindlich aufgestellten Abschlusses übernehmen soll, beauftragt das Unternehmen ihn damit. Der Steuerberater bzw. Wirtschaftsprüfer verfährt technisch so, wie sein IT-Dienstleister es vorgibt.

Die empfangende Bank bzw. Sparkasse prüft die Authentizität der gesendeten Daten anhand der Teilnahme- und Verbindlichkeitserklärung des berichtenden Unternehmens und importiert bei positiver Authentifizierung die Daten in das hauseigene Bilanzanalysesystem. Die Kreditwürdigkeitsprüfung erfolgt dann wie bisher.

## Bestandteile des Digitalen Finanzberichts
Ein Digitaler Finanzbericht besteht aus 
- einem XBRL-Datensatz mit den Zahlen des berichtsgegenständlichen Geschäftsjahres sowie den Vorjahreszahlen,
- einer bildhaften Kopie des aufgestellten Abschlusses im Dateiformat PDF,
- optional bis zu vier weiteren PDF-Dokumenten (z. B. Testat),
- Datensatzinformationen (Identifizierungsmerkmal des Absenders, Identitätsmerkmal für die Übereinstimmung von aufgestelltem Abschluss und XBRL-Daten, Informationen zu Erstellungs- und Sendesoftware, Informationen zum Übertragungsweg).

## Datenformat und Übertragungstechnologie
Übertragen werden die Abschlussdaten beim Digitalen Finanzbericht in Gestalt von XBRL-Daten. XBRL (Extensible Business Reporting Language) ist eine frei verfügbare, auf XML (Extensible Markup Language) basierende Sprache zur strukturierten Darstellung von geschäftlichen Informationen im Rahmen der Finanzberichterstattung. Standardisierte Datenschemata für die Zwecke der jeweiligen Berichterstattung stellt XBRL in Form sog. Taxonomien zur Verfügung. Der Digitale Finanzbericht bedient sich für Bilanzen der HGB-Taxonomie 6.0 und für Einnahmenüberschussrechnungen der EÜR-Taxonomie 1.0 bzw. deren künftigen Weiterentwicklungen.
Beim Finanzamt muss die Bilanz spätestens seit dem Wirtschaftsjahr 2013 zwingend in Form eines XBRL-Datensatzes vorgelegt werden und beim Bundesanzeiger kann die Bilanz bereits seit 2007 im XBRL-Format zur Veröffentlichung eingereicht werden. In beiden Anwendungen hat sich das XBRL-Format auch unter Praxisgesichtspunkten bewährt.
Die Datenübertragung erfolgt verschlüsselt und direkt, also ohne Zwischenstation, mittels IFP-Webservice-Technologie (Initiative Finanzplatz Prozesse).

## Berichtsumfang und Berichtstiefe
Der XBRL-Standard verkörpert keinen eigenen Rechnungslegungsstandard, sondern bildet bestehende Rechnungslegungsstandards (z. B. HGB, IFRS) ab. Der innovative Übertragungsweg des Digitalen Finanzberichts soll den materiellen Umfang der Offenlegung weder ausweiten noch vertiefen. Umfang und Tiefe der benötigten Informationen ergeben sich weiterhin aus der individuellen Geschäftsbeziehung zwischen Bank bzw. Sparkasse und berichtendem Unternehmen.

## Rechtliche Rahmenbedingungen
Den rechtlichen Rahmen des Digitalen Finanzberichts bilden einseitige Erklärungen der Beteiligten, so dass keine bi- oder multilateralen Vertragswerke erforderlich sind. Es handelt sich dabei um folgende Erklärungen: 
- Haftungsklarstellungserklärung der Bank bzw. Sparkasse. Diese Erklärung soll bewirken, dass sich die Haftungssituation zwischen Steuerberater bzw. Wirtschaftsprüfer einerseits und Bank bzw. Sparkasse andererseits durch das Übertragungsverfahren des Digitalen Finanzberichts gegenüber der bisherigen Rechtslage nicht verändert. Banken bzw. Sparkassen, die am Verfahren des Digitalen Finanzberichts teilnehmen möchten, müssen die Haftungsklarstellungserklärung abgeben.
- Konformitätserklärung der IT-Dienstleister. Durch Abgabe dieser Erklärung versichern die IT-Dienstleister des Senders und des Empfängers, dass ihre jeweilige Lösung alle fachlichen und technischen Vorgaben des Digitalen Finanzberichts einhält.
- Teilnahme- und Verbindlichkeitserklärung des berichtenden Unternehmens. Siehe dazu oben „Ablauf“, Bulletpoint 1.

## Datensicherheit und Datenschutz
Der Digitale Finanzbericht wird ohne Zwischenstation und in verschlüsselter Form direkt vom Sender an den Empfänger übertragen. Die zum Einsatz kommenden Technologien zur Verschlüsselung und zur Authentifizierung der Digitalen Finanzberichte sind in der Kreditwirtschaft erprobt und bewährt. 
Alle einschlägigen datenschutzrechtlichen Bestimmungen sowie alle gesetzlichen und vertraglichen Verschwiegenheitspflichten gelten auch für den Digitalen Finanzbericht.

## Einführungszeitpunkt
Ab April 2018 können Jahresabschlüsse und Einnahmenüberschussrechnungen an teilnehmende Banken und Sparkassen als Digitaler Finanzbericht übertragen werden.